# Масерија Капруча (Изернија)
Масерија Капруча је насеље у Италији у округу Изернија, региону Молизе.
Према процени из 2011. у насељу је живело 43 становника. Насеље се налази на надморској висини од 512 м.